# Graham Nash
Graham Nash (født 2. februar 1942) er en engelsk sanger, guitarist og pianist. 
Han debuterede med gruppen The Hollies tidlig i 1960'erne, og havde en solid karriere der, men trak sig alligevel ud i 1968, for at rejse til USA, hvor han begyndte samarbejdet med David Crosby, Stephen Stills og efterhånden også Neil Young.
Hans evne som sanger og sangskriver har givet ham trofaste fans over hele verden. Desuden er han en anerkendt fotograf. 
Nash besøgte Oslo i 2005 under Norwegian Wood-festivalen.

## Diskografi
- Songs for beginners,  1971
- Wild Tales, 1973
- Earth & Sky, 1980
- Innocent eyes, 1986
- Songs for survivors, 2002
- This path tonight, 2016
- Now, 2023